# 君に逢いたくて (映画)
『君に逢いたくて』（原題：Heavy）は、1995年のアメリカ映画。日本では劇場未公開で、ビデオスルーとなった。

## ストーリー
大学を中退しレストランで働くキャリーが、店主の息子に好意を抱かれる。

## キャスト
- リヴ・タイラー
- シェリー・ウィンタース
- プルイット・テイラー・ヴィンス
- デボラ・ハリー
- ジョー・グリファシ
- エヴァン・ダンド
- デヴィッド・パトリック・ケリー
- マリアン・クイン